# William Gilpin (gouverneur)
Pour les articles homonymes, voir Gilpin.
William Gilpin (4 octobre 1813 - 20 janvier 1894) était un explorateur américain du XIXe siècle, homme politique, spéculateur foncier et écrivain futuriste sur l'Ouest américain. Il servit en tant qu'officier dans l'armée des États-Unis pendant plusieurs guerres. Il accompagna par ailleurs John C. Frémont lors de sa deuxième expédition dans l'Ouest et joua un rôle déterminant dans la formation du gouvernement du territoire de l'Oregon. Homme politique et écrivain, il était un adepte invétéré de la Destinée manifeste et un relais visionnaire de la nouvelle implantation dans l'Ouest, contribuant à jeter les bases de ses écrits pour une théorie moderne de la succession des civilisations. 
Gilpin fut le premier gouverneur du territoire du Colorado. Son administration fut absorbée en grande partie par la défense du nouveau territoire au début de la guerre de Sécession et fut mise à mal au bout d'un an seulement après la mise à jour de malversations financières. À l'issue de sa carrière politique, il fit fortune en tant que spéculateur foncier au Nouveau-Mexique, bien que ses transactions furent douteuses et sans doute illégales. 

## Jeunesse
Gilpin est né près de Philadelphie, en Pennsylvanie. Il est le fils de Joshua Gilpin, marchand et fabricant de papier. Il est né dans une riche famille de quakers et fut instruit par des tuteurs privés. Il étudia en Angleterre pendant deux ans avant de fréquenter l'Université de Pennsylvanie, où il obtint son diplôme en 1833. Il suivit la scolarité de West Point de 1834 à 1835, mais ne fut pas diplômé. 
En juin 1836, il fut commissionné en tant que sous-lieutenant au 2e régiment de dragons et servit au cours des guerres séminoles. Il a également servi comme recruteur dans le Missouri. Là, il fut attiré par les opportunités à la zone frontalière et par la perspective d'une expansion de la nation vers l'ouest. Après avoir démissionné en avril 1838, il s'installa à Saint-Louis, Missouri, où il devint rédacteur en chef d'un journal et ouvrit un cabinet d'avocats. Après trois années à Saint-Louis, il traversa l'État pour se rendre dans la ville d'Independence, où il rencontra des migrants sur le point de s'embarquer sur la piste de l'Oregon. 

## Nord-ouest pacifique
En 1843, il rencontra John C. Frémont le long de la piste de Santa Fe et s'embarqua avec lui vers l'ouest dans son expédition pour trouver un itinéraire afin de franchir la ligne de partage des eaux. En traversant la région du Colorado actuel, il trouva des preuves de la présence d'or dans les placers. Mais ces informations ne furent pas utilisées pendant au moins une décennie. Lorsque le groupe atteint Walla Walla dans le territoire de l'Oregon, Gilpin continua seul vers l'ouest, tandis que Frémont se rendit en Californie. À l'époque, les États-Unis et le Royaume-Uni administraient conjointement la région de l'Oregon, mais dans les faits, il était contrôlé par la Compagnie de la Baie d'Hudson à Fort Vancouver. 
Gilpin s’installa au sein de la communauté grandissante de colons américains de la vallée de la Willamette et participa activement à l’organisation d’un gouvernement provisoire. Lors de la convention historique à Champoeg, il aida à rédiger une pétition demandant le soutien du gouvernement provisoire du Congrès des États-Unis. Gilpin lui-même fut chargé de porter la pétition dans les territoires de l'est. De retour dans le Missouri, il contribua à faire connaître la région Nord-Ouest Pacifique et attisa la « fièvre de l'Oregon ». Il remit la pétition au Congrès en 1845, puis écrivit des mémoires de ses voyages dans le nord-ouest du Pacifique pour souligner le potentiel commercial et de colonisation. 

## La région aurifère du Centre
En 1846, au cours de la guerre américano-mexicaine, il fut nommé commandant du 1er régiment d'infanterie à cheval du Missouri et se rendit à Chihuahua pour mener à bien une campagne sans effusion de sang visant à conquérir le Nouveau-Mexique. Son action brillante fut reconnue et il reçut plus tard le commandement d'un bataillon d'infanterie à cheval pour protéger la piste de Santa Fe contre les attaques des Amérindiens. Gilpin fut également impliqué dans le désastre de Fort Mann, juste à l'ouest de l'actuelle Dodge City, Kansas. L'homme que Gilpin désigna comme responsable du poste provoqua des ravages et Gilpin tenta de remédier aux incidents provoqués. 
Après la fin de la guerre, en 1848, il revint dans le Missouri et reprit sa pratique du droit. Il tenta également sans succès une carrière politique dans cet État. En 1859, les premières intuitions de Gilpin au sujet de l'or du Colorado s'avérèrent correctes et la région devint soudainement la cible de milliers de prospecteurs enthousiastes et pleins d'espoir au cours de la ruée vers l'or du Colorado qui s'ensuivit. 
Cette année-là, Gilpin publia une histoire futuriste de la région intitulée The Central Gold Region, dans laquelle il écrivait : « Le destin du peuple américain est de soumettre le continent ». Dans ce livre, il prédit que la vallée du Mississippi deviendra le centre de la civilisation occidentale avec la nouvelle colonie de Denver comme capitale, basée en partie sur son emplacement à proximité du 40e parallèle nord. Il prévoyait aussi que toutes les grandes villes du monde situées le long de cette latitude seraient finalement reliées par des lignes de chemin de fer et proposait une ligne de chemin de fer sur le détroit de Béring reliant l'Amérique du Nord à l'Asie. 
Tout au long de sa carrière politique, Gilpin fut fermement convaincu que l’Ouest américain serait non seulement conquis mais qu’il finirait par avoir une population très nombreuse. Il était un fervent partisan de la théorie climatologique de « la pluie suivant la charrue », qui fut démystifiée. Selon cette théorie, la colonisation dans les terres arides de l’Ouest augmenterait les précipitations dans la région, la rendant aussi fertile et verte que l’Est des États-Unis. 

## Gouverneur du Colorado
Au début des années 1860, la crise au Kansas incita Gilpin à rejoindre le parti républicain, le mettant ainsi en désaccord avec de nombreux citoyens du Missouri. Son alignement politique avec le nouveau gouvernement du président américain Abraham Lincoln fut récompensé en 1861 lorsque ce dernier le nomma gouverneur du nouveau territoire du Colorado. Son choix par rapport au favori local William Larimer surprit beaucoup de gens et fut motivé en partie par le fait que Gilpin était soutenu par le gouverneur du Missouri, un État esclavagiste que Lincoln souhaitait conserver au sein de l'Union. 
Le registre officiel du gouvernement des États-Unis pour 1861 indique que Gilpin était à la fois gouverneur du Colorado (avec un salaire de 1 500 dollars par an) et gouverneur et surintendant d'office de la superintendance du bureau indien du Colorado (2 500 dollars par an). 

### Guerre de Sécession
Le gouverneur Gilpin quitta le Missouri et arriva à Denver le 29 mai 1861, sous les acclamations de la foule. Malgré cet accueil chaleureux, son administration fut en butte à des difficultés dès le début. Le territoire avait été créé et organisé au début de la guerre civile et faisait face à un ensemble complexe de menaces, notamment de la part des sympathisants confédérés sur son territoire. À cela s'ajoutaient la possibilité d'une invasion confédérée venue de l'extérieur et des tensions avec les Amérindiens (en particulier les Arapahos et les Cheyennes) à la suite du retrait des troupes de l'armée américaine dans la région pour d'autres affectations. 
Les menaces imminentes auxquelles le territoire était exposé incitèrent Gilpin à agir rapidement sans autorisation du gouvernement fédéral. Il nomma un état-major de l'armée territoriale et, malgré le fait qu'il ne disposait pas de fonds affectés à des fins militaires, il commença à lever des troupes. Sans fonds, il eut l'audace de distribuer 375 000 $ de traites sur le trésor fédéral, dans l'espoir que le gouvernement fédéral les honorerait plus tard. Il affirma par la suite qu'il avait reçu une autorisation verbale de Lincoln pour ces projets avant son départ pour le Colorado. 
Au début, la plupart des marchands et des citoyens du territoire étaient disposés à soutenir la campagne de levée de fonds de Gilpin. Mais des doutes commencèrent à poindre au travers du territoire après que des rumeurs firent état du fait que le gouvernement fédéral n'avait pas l'intention d'assumer ces traites. À l'été 1861, beaucoup de citoyens du territoire étaient en colère et des pétitions furent lancées pour demander la destitution de Gilpin. Le mouvement contre lui fut alimenté par la colère de William N. Byers, puissant rédacteur en chef du Rocky Mountain News, dont le journal avait été ignoré au profit d’un rival lors de l’attribution du contrat d’imprimerie de l'État. Attaqué dans son propre État, Gilpin se rendit à Washington pour plaider sa cause en faveur de la validation des projets. En dépit de la controverse, les fonds déjà recueillis grâce aux traitées imprimées permirent la création du 1er régiment de volontaires du Colorado, largement ridiculisé sous le nom de « Gilpin's Pet Lambs » (« les agneaux de compagnie de Gilpin »). Le régiment se forma et s'entraîna pendant l'été et l'automne 1861 au camp Weld, près de Denver. 
La création et l’entraînement du régiment se révélèrent très utiles lorsque les Confédérés lancèrent une invasion vers le nord à travers le territoire du Nouveau-Mexique au printemps 1862. L'invasion, appelée aujourd'hui campagne du Nouveau-Mexique, visait à s'emparer du Colorado, riche en minéraux, et éventuellement de la Californie. Le 1er régiment des volontaires du Colorado joua un rôle crucial dans la lutte contre les confédérés, défaisant les Texans au cours de la bataille de Glorieta Pass, connue sous le nom de « Gettysburg de l'Ouest ». 
Malgré l'énorme succès du régiment, le territoire était embourbé dans des problèmes financiers causés par les projets de loi de Gilpin, qui avaient immobilisé la majeure partie des fonds en circulation sans aucune aucune anticipation. Finalement, le Trésor fédéral régla les traites sur présentation des justificatifs de leurs détenteurs. La résolution arriva trop tard pour Gilpin. Le 21 mai 1862, Lincoln le destitua du poste de gouverneur du territoire et le remplaça par John Evans.

## La concession foncière Sangre de Cristo
En 1863, Gilpin et un syndicat d’investisseurs étrangers rachètent la concession foncière de Charles H. Beaubien qui faisait 1 038 196 acres (4 201,43 km2). Cette concession fut souvent appelée concession de terres Sangre de Cristo sur les versants est des montagnes au sud-est du Colorado. L'acquisition se fit au prix d'environ 4 cents l’acre (41 000 $). Gilpin et ses investisseurs tentèrent ensuite d'expulser les résidents de la propriété. Les litiges sur la propriété continuent encore à ce jour. Il était également l'un des premiers propriétaires de la subvention no 4 Luis Maria Baca. 
Il mourut en 1894 à Denver, Colorado, après avoir été renversé par un cheval et un buggy. Il fut enterré au cimetière Mount Olivet (Wheat Ridge) dans le comté de Jefferson, au Colorado .

## Voir également